# Archaismus (Psychologie)
Unter Archaismus (latinisiert vom altgriechischen ἀρχαῖος archaĩos „alt, ehemalig“) in der Psychologie, Soziologie und Ethnologie versteht der Schweizer Psychiater C. G. Jung eine Betrachtung psychischer Inhalte und Funktionen unter besonderer Würdigung ihres langfristigen entwicklungsgeschichtlichen Charakters. Diese Sichtweise achtet besonders auf die Rolle von Relikten aus früheren Stadien der phylogenetischen oder ontogenetischen Entwicklungsschritte.
Viele zunächst schwer verständliche psychische Phänomene stellen keineswegs einen Verlust oder Ausfall der Funktion dar, sondern lassen sich auf Hintergründe der jeweils kulturellen und historisch-menschheitsgeschichtlichen Entwicklungsstufen bzw. auf äußere Besonderheiten der lebensgeschichtlichen Entwicklung zurückführen. Die Parallelen zwischen Stammesgeschichte und individueller Lebensgeschichte eines Menschen ergeben sich aus dem  psychogenetischen Grundgesetz. Diese Voraussetzung besagt, dass nebeneinander neuere und ältere Entwicklungsstadien psychischer Fähigkeiten bestehen können ggf. abhängig von unterschiedlichen Befindlichkeiten eines Menschen. Sie werden auch als reifere (rezente) oder unreifere (ältere) Stadien bezeichnet.

## Beispiele nach Jung
Archaische Relikte werden von Jung beispielsweise in der primitiven Mentalität gesehen. Hierzu verweist er auf die participation mystique. Sie ist eine Identitätsbeziehung von Subjekt und Objekt und ist in ähnlicher Form auch als normales menschliches Entwicklungsstadium in der europäischen Zivilisation zu beobachten, vgl. den von Freud so bezeichneten primären Narzissmus einschließlich der primärprozesshaften Denkweise. Eine archaische Sichtweise stellt auch die Auffassung dar, dass sich weite Teile des Unbewussten ebenso wie unterschiedliche Elemente innerhalb des Strukturmodells aus Anteilen herleiten, die entwicklungsgeschichtlich unterschiedlich alte Erwerbungen spezifischer Funktionen darstellen. Insofern als der Traum den „Königsweg zum Unbewussten“ darstellt, bestehen auch manifeste Trauminhalte (von Jung lediglich als „Traummaterial“ bezeichnet) vielfach aus einer archaischen und prälogischen Sprache, die vom Traumdeuter in eine rational nachvollziehbare und alltagsgeläufige Sprache übersetzt werden muss.a Ein Archaismus ist auch der Konkretismus. Dieser kann als unreife Vorstufe des erst im Laufe der Entwicklung erreichten Symbolverständnisses angesehen werden.
In Anlehnung an Jacob Burckhardt sprach Jung von urtümlichen inneren Bildern, deren Charakter er auch als archaisch bezeichnete. Sie sind nach Jung Ausdruck der Kollektivpsyche und werden in den Mythen und Märchen offenbar. Er nannte sie Archetypen.

## Rezeption
Auch die Psychoanalyse hat die Vorstellung des Archaismus verwendet, so z. B. in der Kinderpsychologie beim Auftreten von Tierphobien. In der Schrift Massenpsychologie und Ich-Analyse belegte Sigmund Freud seine Auffassung vom Es als dem Träger der archaischen Erbschaft des Menschen. Ebenso hat die klassische deutsche Psychiatrie sich mit diesem Konzept auseinandergesetzt, insbesondere mit der Frage der Ähnlichkeit oder möglichen Identität von archaischen Seelenzuständen mit psychischen Erkrankungen. Diese Identität zumindest wurde abgelehnt. Allerdings hat Jolande Jacobi (1890–1973) Übergänge von archaisch-primitiven Bewusstseinsinhalten in die Psychose für möglich gehalten, wenn z. B. geeignete kollektive Projektionen etwa im Zuge der Aufklärung über den Realitätscharakter von Göttern und Dämonen entfielen.b Dies könnte u. U. das Auftreten des Hexenwahns und der unheilvollen politischen Umwälzungen des 20. Jahrhunderts begünstigt haben, vgl. a → Dialektik der Aufklärung.

## Kritik
Der Begriff „archaisch“ enthält keine Wertung, da er ebenso wie die Bezeichnung der primitiven Mentalität oder Kultur eine historisch weit zurückliegende Tatsache beschreibt und keine Aussage zur Gegenwart enthält. Andere Kulturen haben nur teilweise die gleichen uranfänglichen Voraussetzungen. Die Ethnopsychiatrie setzt für alle Beurteilungen eine besondere Empathie voraus. Insbesondere der Vorwurf des Eurozentrismus ist daher zu überdenken. Auch die entwicklungspsychologisch bestätigten Parallelen der Kindheitsentwicklung sind hier zu berücksichtigen und dürfen auch nicht umgekehrt zu kulturellen Vorurteilen führen.